# Scordyliodes subtessellata
Scordyliodes subtessellata là một loài bướm đêm trong họ Geometridae.